# Пуну
Пуну (на китайски: 蒲奴; на пинин: Púnú) е шанюй на хунну, управлявал след 46 година.

## Живот
Пуну наследява брат си Уда Дихоу след неговата смърт. Той продължава политиката на баща си Худуаршъ Даогао, противопоставяйки се на възстановяването на васалитета на хунну от империята Хан. Това предизвиква недоволството на част от хунските родове, които се оттеглят на китайска територия, признават се за васали на Хан и през 48 година обявяват за шанюй Хайлуошъ, син на шанюя Уджулю.
Отцепниците нанасят няколко поражения на Пуну, който е принуден да се оттегли на север от Гоби. Срещу него воюват и подчинените на хунну народи ухуан и сиенбей, които стават самостоятелни и установяват контрол над Манджурия.
Последните сведения за Пуну са от 52 година, когато той се опитва неуспешно да сключи мир с Хан. Негови наследници продължават да управляват северните хунну, но за тях няма ясни сведения, тъй като не са в пряк контакт с Китай.